# Geretsried
Geretsried is een gemeente in de Duitse deelstaat Beieren, gelegen in het Landkreis Bad Tölz-Wolfratshausen. De stad telt 25.380 inwoners.
Er is sinds 1967 een fabriek van Bauer Kompressoren.

## Foto's

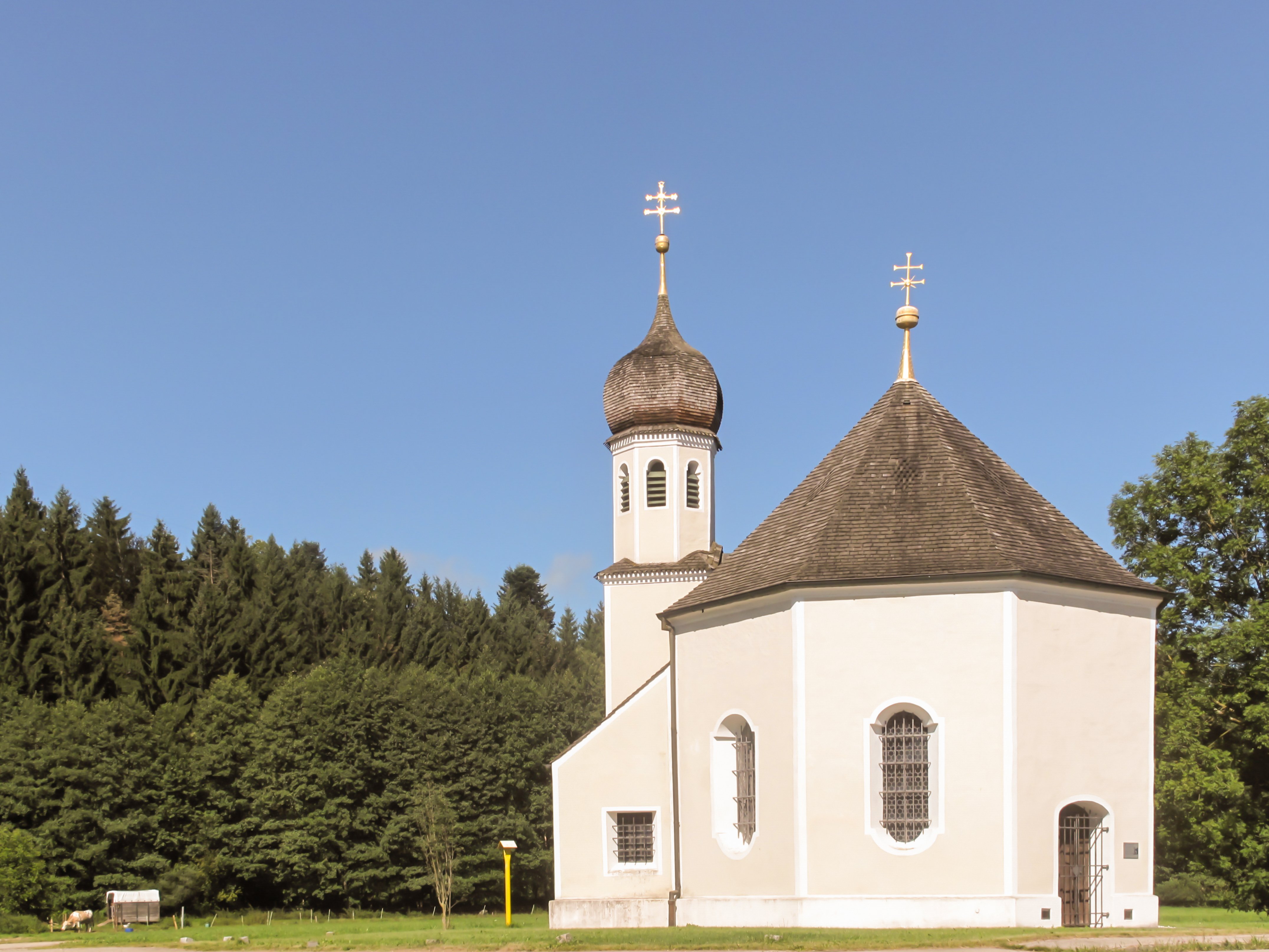
Geretsried, kerk: die Sankt Nikolaus Kirche
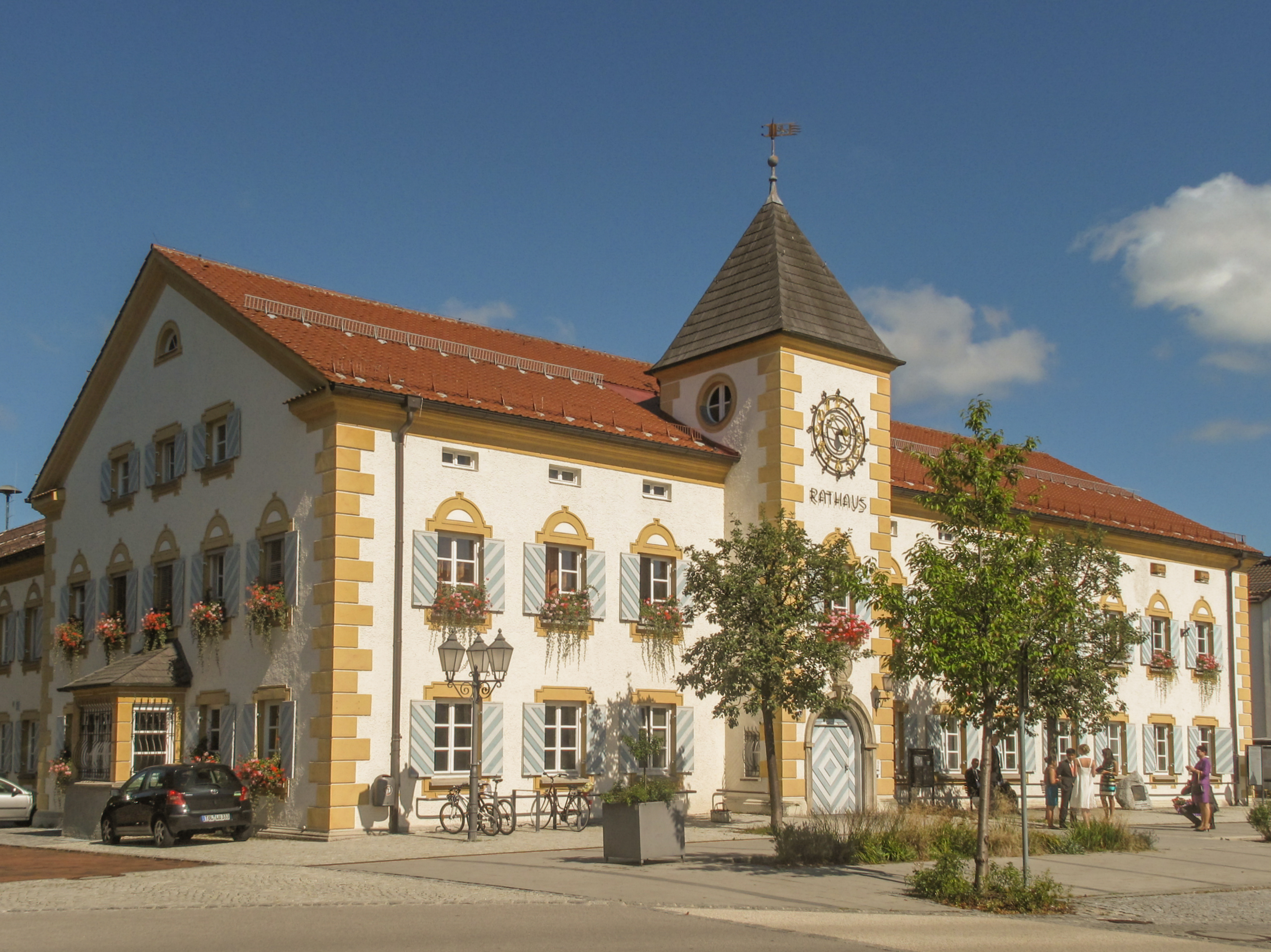
Geretsried, stadhuis

## Geografie
Geretsried heeft een oppervlakte van 24,59 km² en ligt in het zuiden van Duitsland.
Bad Heilbrunn ·
Bad Tölz ·
Benediktbeuern ·
Bichl ·
Dietramszell ·
Egling ·
Eurasburg ·
Gaißach ·
Geretsried ·
Greiling ·
Icking ·
Jachenau ·
Kochel am See ·
Königsdorf ·
Lenggries ·
Münsing ·
Reichersbeuern ·
Sachsenkam ·
Schlehdorf ·
Wackersberg ·
Wolfratshausen